# Ariamnes pavesii
Ariamnes pavesii là một loài nhện trong họ Theridiidae.
Loài này thuộc chi Ariamnes. Ariamnes pavesii được miêu tả năm 1902 bởi Leardi.